# مارسيلينو سيرنا
مارسيلينو سيرنا (بالإنجليزية: Marcelino Serna؛ بالإسبانية: Marcelino Serna) هو عسكري أمريكي ومكسيكي، ولد في 26 أبريل 1896 في ولاية شيواوا في المكسيك، وتوفي في 29 فبراير 1992 في إل باسو في الولايات المتحدة.